# Muntanyes del Banat

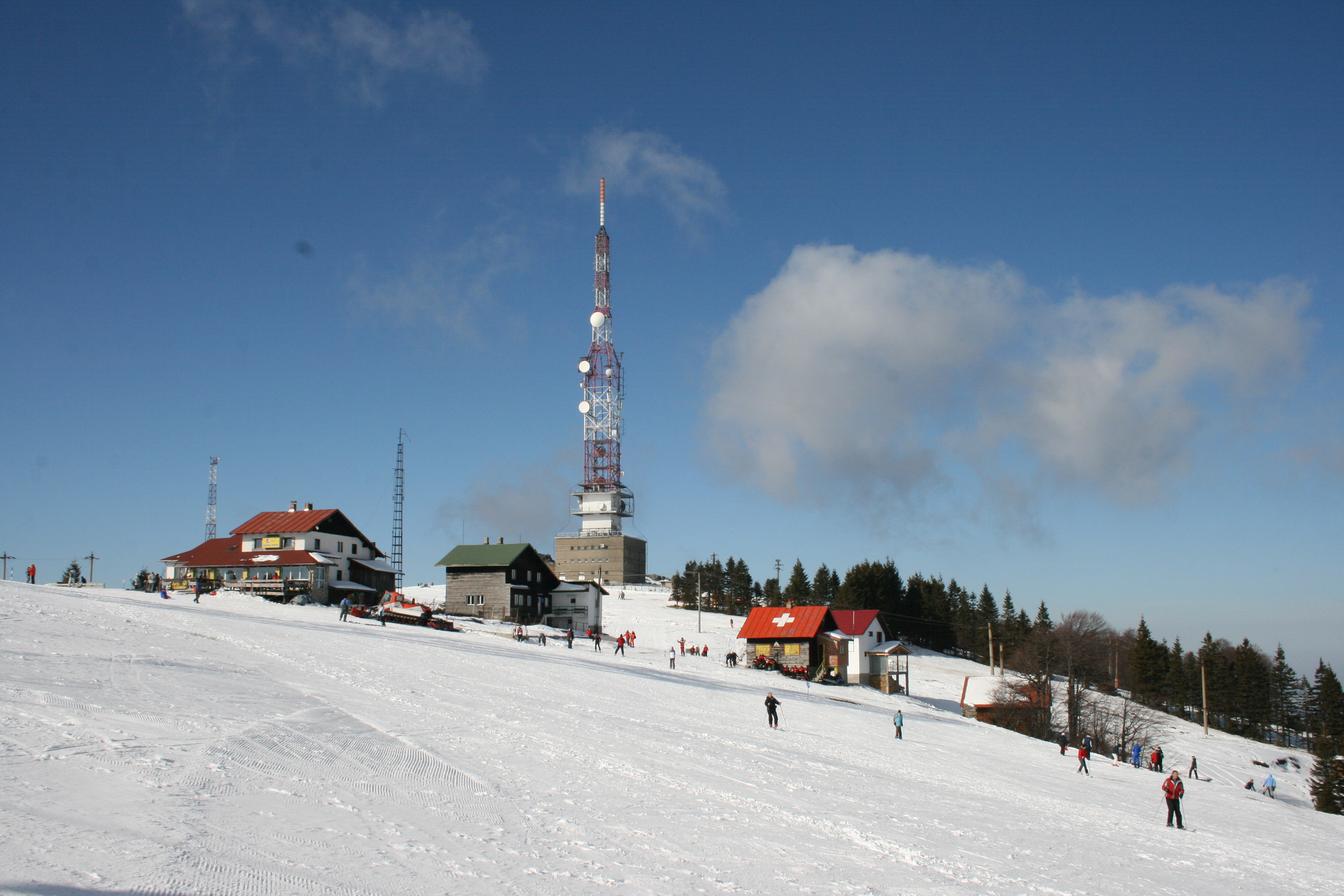
Parc Nacional Semenic i estació d'esquí, dins de les muntanyes del Banat

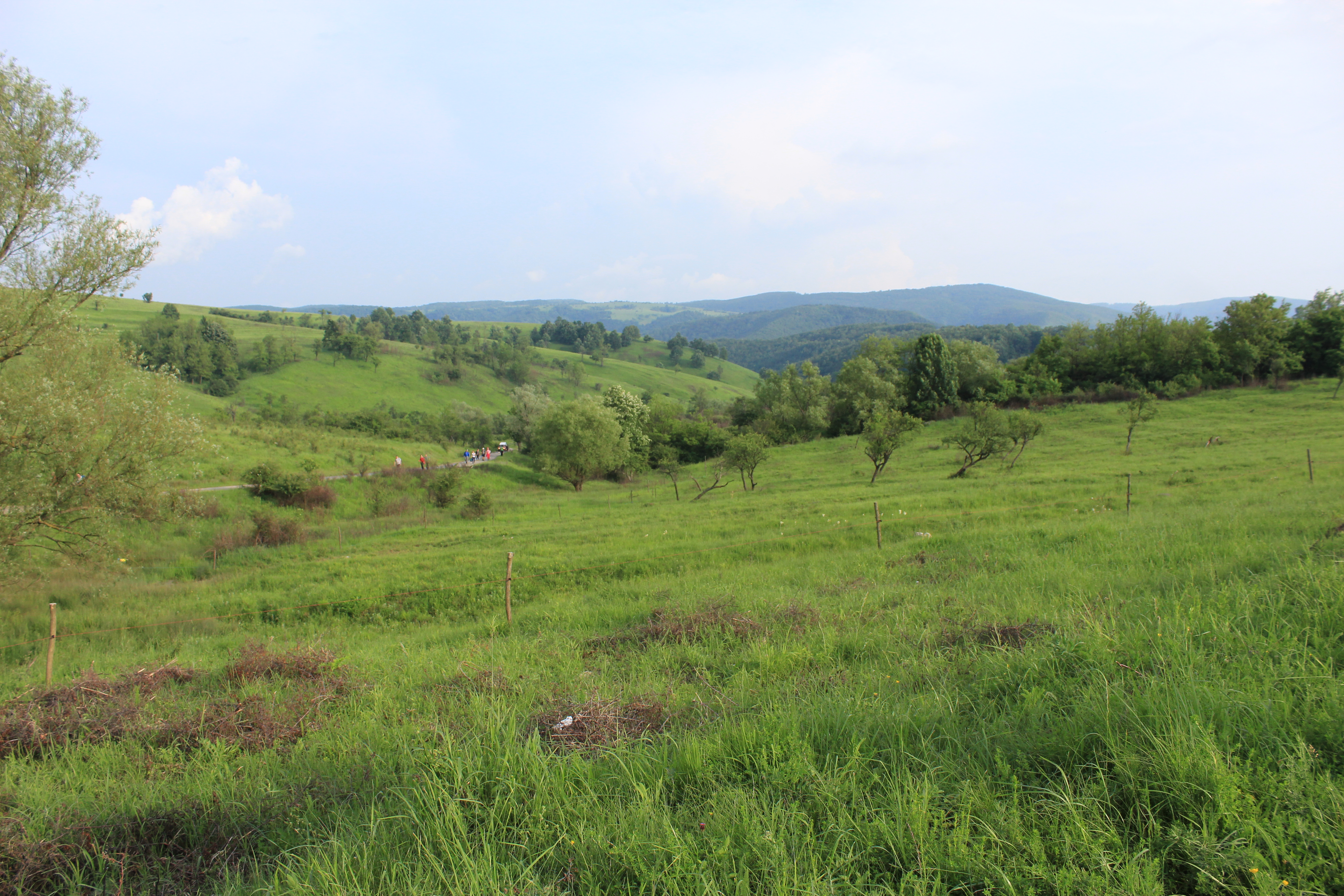
Vista de les muntanyes del Banat

Les muntanyes del Banat (en romanès: Munții Banatului; hongarès: Bánsági-hegyvidék) són una sèrie de serralades de Romania, considerades part de la serralada dels Carpats romanesos occidentals (Carpații Occidentali Românești).
Les muntanyes del Banat estan formades per:
- Les muntanyes del Banat (Munții Banatului) per se, que inclouen:
  - les muntanyes de Semenic (Munții Semenic);
  - les muntanyes de Locva (Munții Locvei);
  - les muntanyes de l'Anina (Munții Aninei);
  - i les muntanyes Dognecea (Munții Dognecei).
- Les muntanyes Almăj (Munții Almăjului).
- La bretxa Timiș-Cerna (Culoarul Timiș-Cerna), inclosa la depressió Almăj (Depresiunea Almăj), que divideix les muntanyes del Banat dels Carpats meridionals.
- Els turons de Caraș (Dealurile Carașului).